# تشوبا تشوبس
تشوبا تشوبس هي علامة تجارية إسبانية من المصاصات والحلويات الأخرى تباع في أكثر من 150 دولة، تأسست العلامة في 1958 على يد إنريك برنات،تم تصميم شعار العلامة في عام 1969 من قبل الفنان السريالي سلفادور دالي.